# Freddie Davidson
Freddie Davidson (26 de maio de 1998) é um remador britânico.

## Carreira
Davidson foi educado na St Paul's School, Londres, e começou a remar no St Paul's School Boat Club. Enquanto estava na Universidade de Cambridge, ele foi selecionado no Cambridge senior eight para as corridas de barco de 2017, 2018 e 2019. Ele remou nas vitórias de Cambridge de 2018 (no curso) e 2019 (no assento sete). Ele foi selecionado, como presidente, no Cambridge eight de 2020, mas nenhuma corrida foi realizada naquele ano.
Davidson foi selecionado pela primeira vez para representar a Grã-Bretanha em um oito masculino júnior para o Campeonato Mundial Júnior de Remo de 2015. Eles ficaram em quinto lugar. No ano seguinte, quando selecionado para o Campeonato Mundial Júnior de Remo de 2016, Davidson levou o quatro sem timoneiro britânico para uma medalha de prata. A partir de 2017, Davidson fez três aparições no Campeonato Mundial de Remo Sub-23. Ele nadou um par em 2017, que terminou em sexto, o oito masculino em 2018, que ganhou uma medalha de prata e foi colocado em três em 2019 no quatro sem timoneiro, que ganhou o ouro e um título de campeonato mundial Sub-23. Em 2021, Davidson mudou-se para o time sênior, mas fez apenas uma aparição representativa no quatro sem timoneiro na Copa do Mundo de Remo III. 2022, no entanto, foi um ano estelar para Davidson. Ele garantiu o assento de nado do quatro sem timoneiro britânico. Eles ganharam o ouro em duas Copas do Mundo de Remo, depois o título europeu no Campeonato Europeu de Remo de 2022.
Nos Jogos Olímpicos de Verão de 2024, em Paris, conquistou a medalha de bronze na competição de quatro sem masculino, ao lado de Oliver Wilkes, David Ambler e Matt Aldridge com o tempo de 5:52.42.